# 邵公庄街道
邵公庄街道，是中华人民共和国天津市红桥区下辖的一个乡镇级行政单位。

## 行政区划
邵公庄街道下辖以下地区：
建设里社区、中联社区、西青道第二社区、西青道第三社区、西青道第四社区、杨庄子社区、咸阳社区、前园社区、幸福里第二社区、幸福里第一社区、洛川里社区、仁爱花园社区和千禧园社区。